# Mount Greene
Mount Greene är ett berg i Antarktis. Det ligger i Östantarktis. Nya Zeeland gör anspråk på området. Toppen på Mount Greene är 2 220 meter över havet, eller 800 meter över den omgivande terrängen. Bredden vid basen är 4,2 km.
Terrängen runt Mount Greene är bergig åt sydost, men åt nordväst är den kuperad. Trakten är obefolkad. Det finns inga samhällen i närheten.